# Hasta Mañana
Pour le film français, voir Hasta Mañana (film).
Singles de ABBA
Honey, Honey
(1974) So Long
(1974)
Hasta Mañana (qui signifie en espagnol « à demain ») est une chanson du groupe suédois ABBA. C'est le quatrième titre de l'album Waterloo, du groupe ABBA. La chanson est également sortie en dehors de la Suède en septembre 1974 comme troisième et dernier single de l'album. Hormis le titre en espagnol, la chanson est interprétée en anglais. Une version espagnole de la chanson est aussi enregistrée par ABBA et a été sortie comme single en 1980 au Pérou.

## Contexte
La chanson, qui avait initialement comme titre de travail Who's Gonna Love You?, était initialement sélectionnée pour représenter la Suède au Concours Eurovision de la chanson à la place de Waterloo, qui avait été jugée comme trop risquée. Hasta Mañana est une ballade qui correspondait plus aux styles des musiques ayant précédemment gagné le concours Eurovision.
Ils décidèrent finalement de tenter la compétition avec la chanson Waterloo à cause du fait qu'elle est chantée par Agnetha Fältskog et Anni-Frid Lyngstad alors que Hasta Mañana est uniquement interprétée par Agnetha en chanteuse principale et qu'ils ne voulaient pas donner une fausse image du groupe au monde.
Les paroles ont été écrites plus tard par Stig Anderson lors de vacances de Noël aux îles Canaries et dictées par téléphone. Pendant l'enregistrement de la chanson, ils ont décidé d'y renoncer à un moment donné parce qu'aucun d'entre eux n'était capable de la chanter correctement. Agnetha était seule dans le studio et a décidé de jouer avec la chanson. Elle pensait que si elle pouvait la chanter dans le style de Connie Francis, cela fonctionnerait - et ce fut le cas,.

## Accueil commercial
En Australie, Hasta Mañana est parue sur la face B du single So Long sorti en 1974 mais qui ne s'est pas classé dans le pays. Après avoir été interprétée par le groupe dans l'émission télévisée populaire The Best of ABBA TV Special, diffusée en mars 1976, la chanson a été rééditée et s'est classée dans le top 20 en Australie et dans le top 10 en Nouvelle-Zélande. En Afrique du Sud, elle a atteint la deuxième place du hit-parade Springbok en novembre 1974.

## Liste des titres
| A. | Hasta Mañana | 3:05 |
| B. | Watch Out    | 3:46 |

## Crédits
- Agnetha Fältskog – chant
- Anni-Frid Lyngstad – chœurs
- Björn Ulvaeus – guitares, chœurs
- Benny Andersson – claviers, chœurs

Musiciens additionnels
- Ola Brunkert – batterie
- Malando Gassama (en) – tambourin
- Rutger Gunnarsson – basse
- Janne Schaffer – guitare électrique

Production
- Benny Andersson et Björn Ulvaeus – producteurs
- Michael B. Tretow – ingénieur du son

## Classements
| Classement (1974–76)              | Meilleure position |
| --------------------------------- | ------------------ |
| Afrique du Sud (Springbok Top 20) | 2                  |
| Australie (Kent Music Report)     | 16                 |
| Italie (Musica e dischi)          | 28                 |
| Nouvelle-Zélande (RMNZ)           | 9                  |

## Reprises
- Le groupe de musique country suédois Nashville Train a réinterprété la chanson en 1977 sur leur album ABBA Our Way, sorti sur le label Polar Music en Suède.
- En 1975, la chanteuse polonaise Anna Jantar a enregistré une version polonaise.
- En 1975, la chanteuse australienne Judy Stone a sorti sa reprise du titre en single.
- En 1977, la chanson a été reprise par la chanteuse américaine Debbie Boone sur son single "You Light Up My Life".
- En 1989, le groupe suédois Vikingarna sort une version qui devient un succès du Svensktoppen.
- Sur la compilation sortie en 1992 ABBA - The Tribute, la chanson a été reprise par le groupe Army of Lovers[12]. Cette reprise a été également incluse sur le disque de 1999 ABBA: A Tribute - The 25th Anniversary Celebration.